# Gornji Babin Potok
Gornji Babin Potok falu Horvátországban Lika-Zengg megyében. Közigazgatásilag Vrhovinéhez tartozik.

## Fekvése
Otocsántól légvonalban 24 km-re, közúton 26 km-re, községközpontjától 9 km-re délkeletre az Otocsánból Korenicára vezető 52-es számú főút mentén fekszik. Nyugatról közvetlenül határos a Plitvicei-tavak Nemzeti Parkkal.

## Története
A római korban itt haladt át a Seniából (Zengg) Sisciába (Sziszek) haladó kereskedelmi és hadiút. A falu területe a horvát királyok idejében a legősibb horvát megyéhez, Gackához tartozott. A 13. század végétől a Frangepánok uralma alá került. 1449-ben a család birtokainak megosztásakor ezt a területet Frangepán Zsigmond kapta. A falu területe a 17. századig lényegében lakatlan volt. Első lakói a 17. században a török által elfoglalt területekről betelepített pravoszláv vallású vlachok leszármazottai, akik 1800 után szerbeknek nyilatkoztatták ki magukat. A letelepítés fejében a török elleni harcokban katonai szolgálatot láttak el, az otocsáni határőrezredhez tartoztak. A babin potoki pravoszláv templomot 1721-ben építették és Szent Györgynek mint a pásztorok védőszentjének tiszteletére szentelték fel. A templom először csak fából épült és csak később falazták fel. Harangját csak ötven évvel később sikerült beszerezni, addig a harangozást egy az erdőben felakasztott régi ágyúcsővel végezték. 1840 és 1851 között megépítették az Otocsánból Bihácsra vezető utat, mely keresztülhaladt a településen. A katonai határőrvidék megszüntetése után a nagy területű Vrhovine község része lett, melyhez a Plitvicei-tavak vidéke is hozzá tartozott. Első iskoláját 1880-ban alapították. Az iskolát az 1970-ben a tanulók számának jelentős csökkenése miatt kellett bezárni. Babin Potok 1890-től vált két részre Donji- és Gornji Babin Potokra. A falunak 1857-ben 1079, 1910-ben 577 lakosa volt. A trianoni békeszerződésig Lika-Korbava vármegye Otocsáni járásához tartozott. 1918-ban elkészült a Plaški – Vrhovine vasútvonal, ezzel Babin Potok Korenica és a Korbava felé tranzit településsé vált. Ezt követően előbb a Szerb-Horvát-Szlovén Királyság, majd Jugoszlávia része lett. 1922-ben fűrésztelepet létesítettek a településen, mely az 1950-es években Vrhovinéra települt át. Életében fellendülést hozott a Plitvicei-tavak Nemzeti Park 1949-es megalapítása, mely növelte a vidék turistaforgalmát. 1991-ben megalakult az önálló Vrhovine község, melynek Babin Potok is része lett és amelynek szerb lakossága még ez évben a Krajinai Szerb Köztársasághoz csatlakozott. A horvát hadsereg 1995. augusztus 6-án a Vihar hadművelet keretében foglalta vissza a község területét, melynek szerb lakói nagyrészt elmenekültek. A falunak 2011-ben 107 lakosa volt, akik főként mezőgazdaságból és állattartásból, valamint a turizmusból éltek.

## Lakosság
| Lakosság változása | Lakosság változása | Lakosság változása | Lakosság változása | Lakosság változása | Lakosság változása | Lakosság változása | Lakosság változása | Lakosság változása | Lakosság változása | Lakosság változása | Lakosság változása | Lakosság változása | Lakosság változása | Lakosság változása | Lakosság változása |
| ------------------ | ------------------ | ------------------ | ------------------ | ------------------ | ------------------ | ------------------ | ------------------ | ------------------ | ------------------ | ------------------ | ------------------ | ------------------ | ------------------ | ------------------ | ------------------ |
| 1857               | 1869               | 1880               | 1890               | 1900               | 1910               | 1921               | 1931               | 1948               | 1953               | 1961               | 1971               | 1981               | 1991               | 2001               | 2011               |
| 1.079              | 1.257              | 1.060              | 486                | 565                | 471                | 577                | 519                | 311                | 326                | 301                | 209                | 161                | 143                | 72                 | 107                |

## Nevezetességei
Egykori pravoszláv templomát 1721-ben építették, Szent György tiszteletére szentelték. Az épület 14 méter hosszú, 8 méter széles, harangtornya 14 méter magas. A templom padlásán szerzetesi lakások és könyvek voltak. A pravoszláv szerzetesek itt tanultak, oktattak, olvastak és írtak.